# Banksia oligantha
Banksia oligantha är en tvåhjärtbladig växtart som beskrevs av Alexander Segger George. Banksia oligantha ingår i släktet Banksia och familjen Proteaceae. Inga underarter finns listade i Catalogue of Life.